# أوسكار مول
أوسكار مول (بالألمانية: Oskar Moll) هو رسام وأستاذ جامعي ألماني، ولد في 21 يوليو 1875 في Brzeg ‏ في بولندا، وتوفي في 19 أغسطس 1947 في برلين في ألمانيا.

## معرض صور

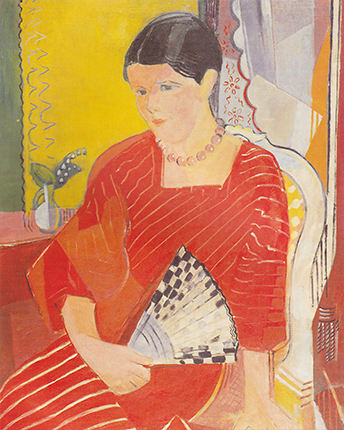
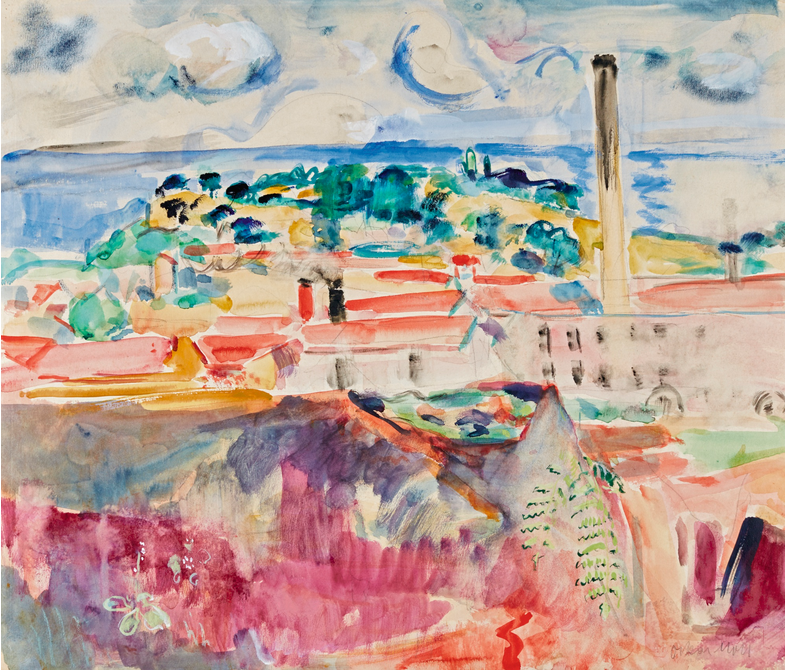
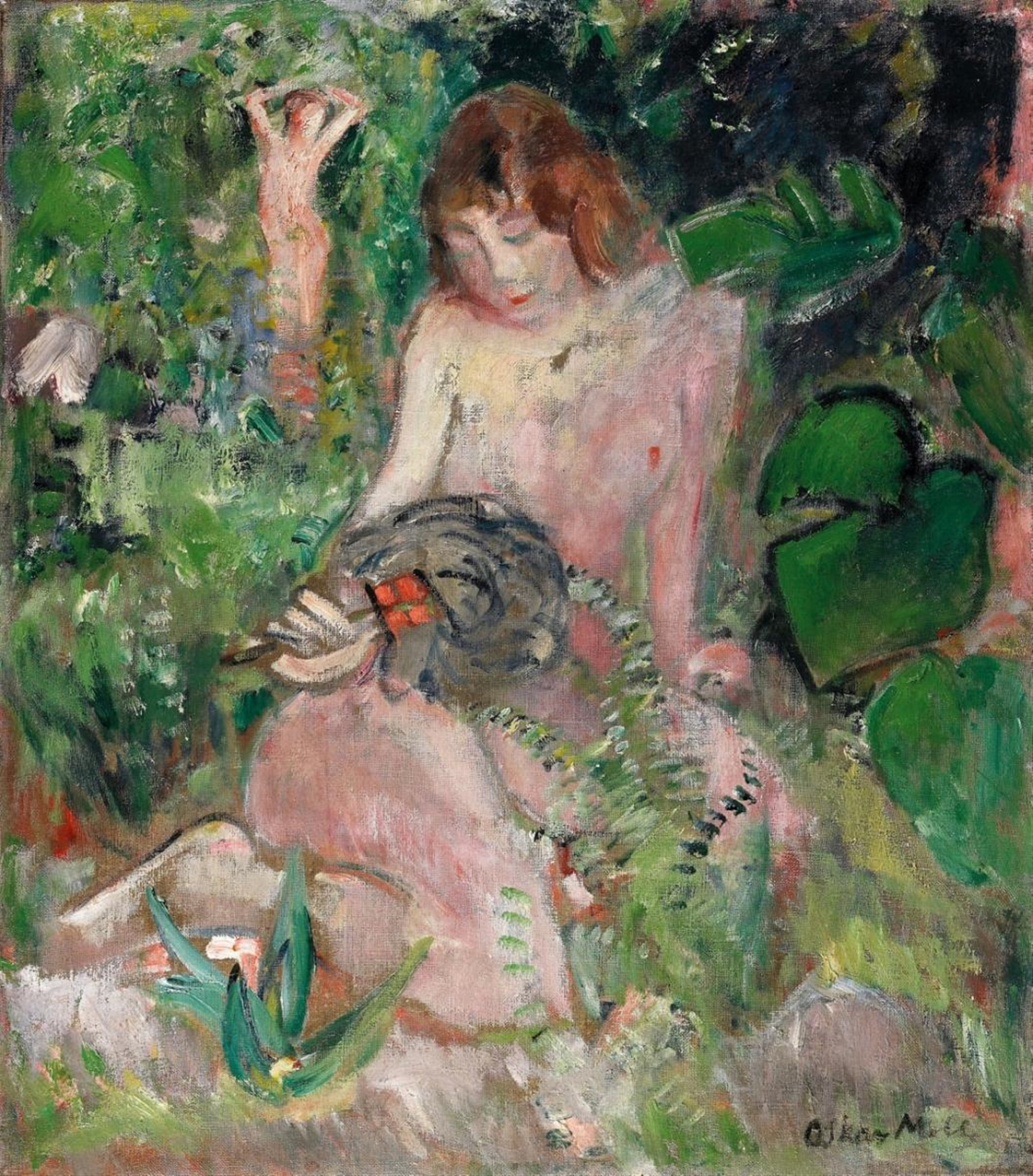
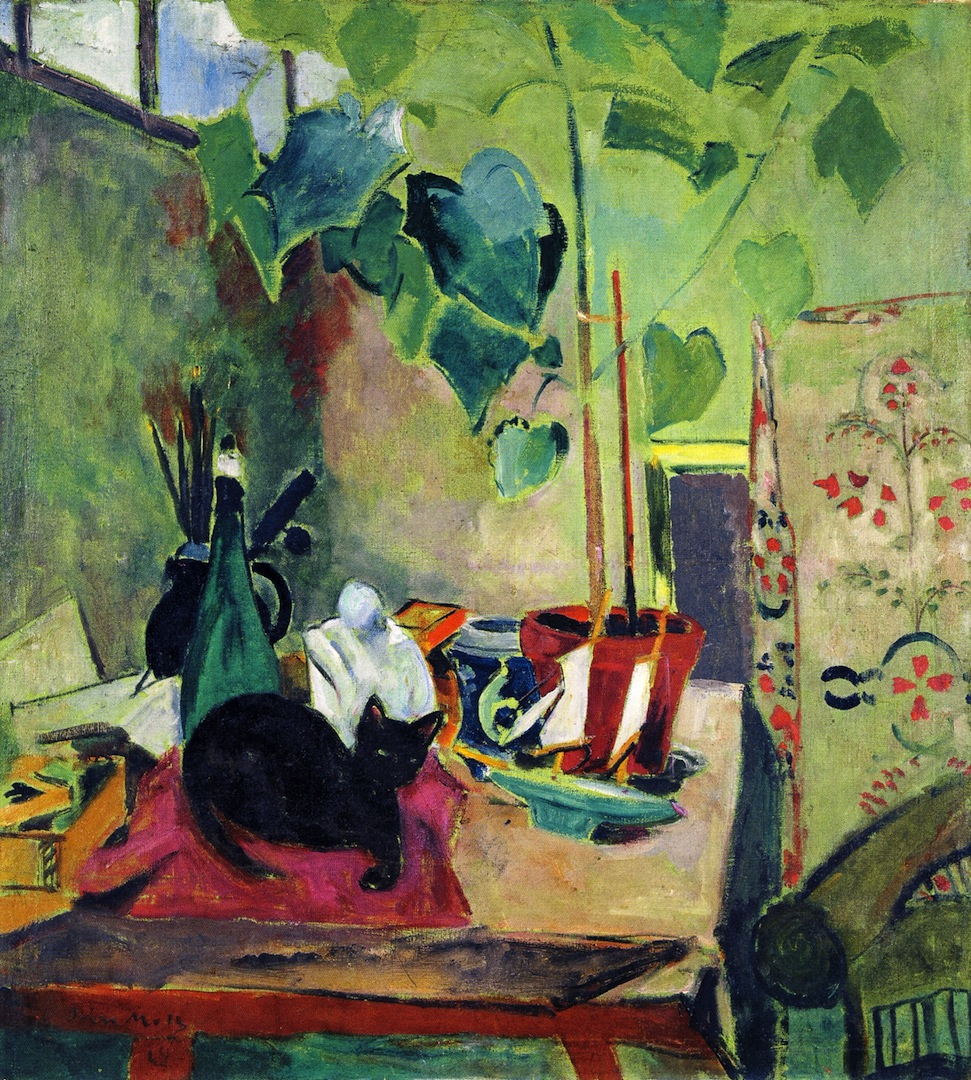
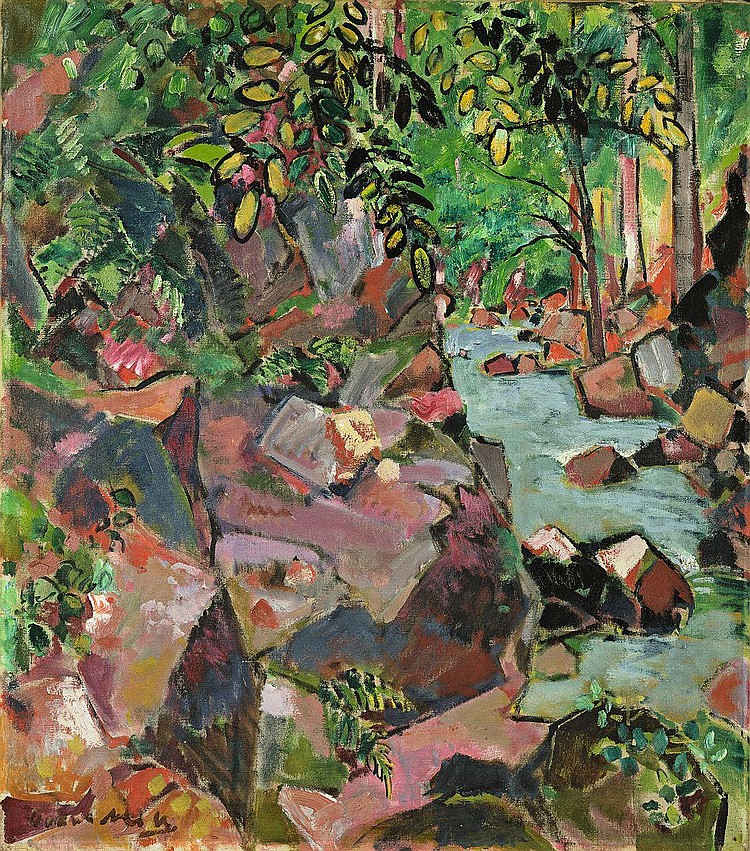